# سيدي عبد القادر (لعبارة المحارزة)
سيدي عبد القادر هو دُوَّار يقع بجماعة شعيبات، إقليم الجديدة، جهة الدار البيضاء سطات في المملكة المغربية. ينتمي الدوّار لمشيخة لعبارة المحارزة التي تضم 10 دواوير. يقدر عدد سكانه بـ 685 نسمة حسب الإحصاء الرسمي للسكان والسكنى لسنة 2004.

## روابط خارجية
- البوابة الوطنية للجماعات الترابية نسخة محفوظة 12 مارس 2018 على موقع واي باك مشين.
- المندوبية السامية للتخطيط